# Absolut Generations
Absolut Generations – eksperymentalna kampania reklamowa marki premium wśród alkoholi (Absolut), na którą składały się prace, będące wariacją na temat kształtu butelki, obiecujących młodych twórców sztuk wizualnych protegowanych przez utytułowanych i cieszących się sławą artystów, autorów poprzedniej kolekcji „Absolut Originals”. Wśród polecających byli m.in. Wim Delvoye, Miquel Barceló, Rosemarie Trockel i Louise Bourgeois. Polskę reprezentowała Marzena Nowak i Mirosław Bałka. Na łamach europejskiej edycji tygodnika Time od lutego do maja 2003 roku zamieszczane były rozmowy pomiędzy artystycznymi mentorami i wytypowanymi przez nich twórcami uczestniczącymi w projekcie; rozmową towarzyszyły prezentacje prac młodych artystów. Uwieńczeniem projektu był pokaz wszystkich prac w ramach 50. Biennale Sztuki w Wenecji w 2003 roku.
Prace zasiliły kolekcje sztuki współczesnej
właściciela marki Absolut liczącą ponad 400 dzieł, m.in. takich twórców jak Maurizio Cattelan, Damien Hirst i Armand Arman. Pierwszą pracę do kolekcji stworzył w 1985 roku Andy Warhol
.

## Lista uczestników
- Mirosław Bałka+Marzena Nowak
- Wim Delvoye+Delphine
- Hans Hollein+Lois Renner
- Oleg Kulik+Blue Noses
- Jan Saudek+Veronika Bromova
- Miquel Barceló+Sergio Prego
- Ben+Beatrice Cussol
- Dan Wolgers+Linn Fernstroem
- Olivier Gagnere+Mathieu Mercier
- Richard Wentworth+Semiconductor
- Louise Bourgeois+Aspassio Haronitaki
- Rosemarie Trockel+Bettina Pousttchi
- Rosemarie Trockel+Thea Djordjadze
- Enzo Cuchi+Andre Salvino